# 鲁洛夫·克莱因
鲁洛夫·克莱因（荷蘭語：Roelof Klein，1877年6月7日—1960年2月12日），荷兰男子赛艇运动员。他曾参加1900年夏季奥林匹克运动会赛艇比赛，获得男子双人单桨有舵手金牌和男子八人单桨有舵手铜牌。